# Jekyll + Hyde
| Совокупная оценка    | Совокупная оценка |
| Источник             | Оценка            |
| -------------------- | ----------------- |
| Metacritic           | 56/100            |
| Оценки критиков      |                   |
| Источник             | Оценка            |
| AllMusic             | "                 |
| Billboard            | [ 3 ]             |
| Entertainment Weekly | C+.               |
| The New York Times   | mixed."           |
| Rolling Stone        | [ 6 ]             |

Jekyll + Hyde — четвёртый студийный альбом американской кантри-группы Zac Brown Band, вышедший 28 апреля 2015 года на лейблах Southern Ground, BMLG, Republic, John Varvatos. Продюсерами были Зак Браун, Си Ло Грин, Джим Хок, In the Arena Productions, Джей Джойс, Даррел Скотт. Диск возглавил основной американский хит-парад Billboard 200 (в третий раз в их карьере), хит-парад Канады (Canadian Albums Chart) и кантри-чарт Top Country Albums.
Первым синглом стала песня «Homegrown», вышедший 12 января 2015.

## Об альбоме
Группа впервые представила музыкальный материал с нового альбома, выступая с песнями «Homegrown» и «Dress Blues» на предыгровом шоу 2015 College Football Playoff National Championship. Затем 7 марта 2015 группа исполнила «Homegrown» и «Heavy Is the Head» на шоу Saturday Night Live.
Альбом получил положительные отзывы музыкальных критиков: Rolling Stone, AllMusic, Billboard.
Альбом 3 мая 2015 года дебютировал на первом месте в общенациональном хит-параде США Billboard 200 с тиражом 228,000 копий, став их третьим здесь альбомом на № 1. Ранее они лидировали с альбомами Uncaged (№ в 2012 году) и You Get What You Give (2010). К июлю 2015 было продано 435,900 копий в США.
Группа стала второй в истории (после Bon Jovi), кому удалось одновременно возглавить кантри и рок-чарты, благодаря вышедшим с этого альбома синглам «Homegrown» (№ 1 в ротации на кантри-радио US Country Airplay и 11-й их в сумме лидер кантри-чартов) и «Heavy Is The Head» (дуэт с Крисом Корнеллом, её рок-версия заняла первую строчку в Billboard Mainstream Rock Songs).

## Список композиций
| №                   | Название                                                                             | Автор(ы)                                                                      | Продюсеры                                 | Длительность |
| ------------------- | ------------------------------------------------------------------------------------ | ----------------------------------------------------------------------------- | ----------------------------------------- | ------------ |
| 1.                  | «Beautiful Drug»                                                                     | Zac Brown, Niko Moon                                                          | In the Arena Productions                  | 3:11         |
| 2.                  | «Loving You Easy»                                                                    | Brown, Moon, Al Anderson                                                      | In the Arena Productions                  | 2:35         |
| 3.                  | «Remedy»                                                                             | Brown, Moon, Wyatt Durrette, Keb’ Mo’                                         | In the Arena Productions, Darrell Scott   | 3:51         |
| 4.                  | «Homegrown»                                                                          | Brown, Moon, Durrette                                                         | Zac Brown, Jay Joyce                      | 3:25         |
| 5.                  | «Mango Tree» (при участии Сары Бареллис)                                             | Brown, Moon, Anna Harwood                                                     | In the Arena Productions, Scott, Jim Hoke | 3:41         |
| 6.                  | «Heavy Is the Head» (при участии Криса Корнелла)                                     | Brown, Moon, Durrette, John Driskell Hopkins, Jimmy De Martini, Darrell Scott | In the Arena Productions, Scott           | 3:59         |
| 7.                  | «Bittersweet»                                                                        | Brown, Moon, Durrette                                                         | Brown, Joyce                              | 5:10         |
| 8.                  | «Castaway»                                                                           | Brown, Moon, Durrette, Coy Bowles, Hopkins                                    | In the Arena Productions                  | 3:08         |
| 9.                  | «Tomorrow Never Comes»                                                               | Brown, Moon, Durrette                                                         | In the Arena Productions                  | 3:58         |
| 10.                 | «One Day»                                                                            | Brown, Durrette, Rich Robinson, Sarah Dugas, Christian Dugas, Matt Mangano    | In the Arena Productions, Cee Lo Green    | 3:49         |
| 11.                 | «Dress Blues»                                                                        | Jason Isbell                                                                  | In the Arena Productions                  | 5:30         |
| 12.                 | «Young and Wild»                                                                     | Brown, Moon, Durrette, Amos Lee, Bowles                                       | In the Arena Productions                  | 3:14         |
| 13.                 | «Junkyard» (включает элементы песни «Is There Anybody Out There?» группы Pink Floyd) | Brown, Roger Waters                                                           | In the Arena Productions                  | 7:13         |
| 14.                 | «I’ll Be Your Man (Song for a Daughter)»                                             | Brown, Moon, Durrette, Bowles, Scott, Hopkins                                 | In the Arena Productions, Scott           | 5:48         |
| 15.                 | «Wildfire»                                                                           | Brown, Eric Church, Durrette, Liz Rose, Clay Cook                             | In the Arena Productions                  | 2:46         |
| 16.                 | «Tomorrow Never Comes» (акустическая версия)                                         | Brown, Moon, Durrette                                                         | In the Arena Productions                  | 4:36         |
| Общая длительность: | Общая длительность:                                                                  | Общая длительность:                                                           | Общая длительность:                       | 1:06:02      |

## Участники записи
Источник:
Zac Brown Band
- Зак Браун (лидирующий вокал, гитара, банджо, программирование)
- Кой Боулз (гитара, орган)
- Клэй Кук (вокал, гитара, орган, укулеле, педал-стил-гитар)
- Дэниел де Лос Рэйос (перкуссия)
- Джимми Де Мартини (скрипка, вокал)
- Крис Фрайар (барабаны)
- Джон Дрискелл Хопкинс (вокал, акустическая и бас-гитара, банджо, укулеле)
- Мэтт Мангано (бас-гитара)

Дополнительно
- Бела Флек — банджо на 9 и 13 треках
- Барри Грин — тромбон на 5 треке
- Джим Хок — саксофон на 5 треке
- Джуэл — вокал на 11 треке
- Сара Бареллис — вокал на 5 треке
- Крис Корнелл — вокал на 6 треке
- Другие

Техперсонал
- Брендн Белл — инжиниринг (треки 3, 6, 8, 11, 13, 14, 15), микширование (треки 11, 14, 15)
- Крис Беллман — мастеринг (на всех треках)
- Другие

## Позиции в чартах

### Альбом
| Чарт (2015)                        | Высшая позиция |
| ---------------------------------- | -------------- |
| Австралия (ARIA)                   | 6              |
| Канада (Canadian Albums Chart)     | 1              |
| Швейцария (Schweizer Hitparade)    | 66             |
| США (Billboard 200)                | 1              |
| США (Billboard Top Country Albums) | 1              |

### Синглы
| Год  | Сингл               | Высшая позиция | Высшая позиция     | Высшая позиция | Высшая позиция  | Высшая позиция | Высшая позиция | Высшая позиция | Высшая позиция | Высшая позиция |
| Год  | Сингл               | US Country     | US Country Airplay | US Rock        | US Rock Airplay | US Main. Rock  | US             | CAN Country    | CAN Rock       | CAN            |
| ---- | ------------------- | -------------- | ------------------ | -------------- | --------------- | -------------- | -------------- | -------------- | -------------- | -------------- |
| 2015 | «Homegrown»         | 2              | 1                  | —              | —               | —              | 35             | 1              | —              | 43             |
| 2015 | «Heavy Is the Head» | —              | —                  | 14             | 11              | 1              | —              | —              | 1              | —              |
| 2015 | «Loving You Easy»   | 12             | 10                 | —              | —               | —              | 58             | 4              | —              | 66             |